# Ana Mirela Ţermure
Ana Mirela Ţermure (Căianu Mic, Bistrița-Năsăud, 13. siječnja 1975.) umirovljena je rumunjska atletičarka, natjecateljica u bacanju koplja.
Najveći joj je uspjeh u karijeri bio osvajanje srebrnog odličja na Europskom zimskom bacačkom kupu 2001. u Nici, u Francuskoj, gdje je bacila koplje 62,49 metara. Uz to, jedini veći uspjeh bilo je i srebro s Frankofonskih igara održanih 2001. godine u kanadskoj Ottawi.
Na Svjetskom prvenstvu u atletici 2001. u Edmontonu, bila je pozitivna na doping testu, te je zaradila dvogodišnju zabranu nastupanja.
Nastupila je na Olimpijskim igrama 2000. u Sydneyu, osvojila je 22. mjesto (u kvalifikacijama) bacivši koplje 56,31 metar.
Uz dva srebrna odličja, najbolji rezultat ostvarila je još na Ljetnoj univerzijadi 1999. u španjolskoj  Palmi de Mallorci (otočje Baleari), gdje je s bačenih 56,40 metara osvojila 7. mjesto u završnici ženskog koplja.
Nakon kazne za doping, nastupila je još jedino na Svjetskom prvenstvu u atletici 2003. u Parizu, gdje je osvojila 13. mjesto u kvalifikacijama (12 djevojaka je išlo u završnicu), s bačenih 58,50 metara.
Osobni rekord bacila je u Bukureštu 10. lipnja 2001. te je iznosio 65,08 metara. Visoka je 1,75 metara, a teška 63 kilograma.